# Mary Pollock Grant
Mary Pollock Grant (* 2. Dezember 1876 in Partick, Glasgow; † August 1957 in Royal Tunbridge Wells, Kent) war eine schottisch-britische Suffragette, Politikerin der Liberal Party, Missionarin und Polizistin.

## Leben
Grant wurde als älteste Tochter von Charles Martin Grant, dem Pfarrer der Pfarrkirche St Mark's in Dundee, und seiner Frau Eliza Grant, geborene Muirhead, geboren. Sie besuchte die High School in Dundee und in Nordausques, Frankreich. Sie arbeitete als Missionarin der Church of Scotland in Schottland  und ab 1905 als Bildungsmissionarin in Indien.
Nach ihrer Rückkehr aus Indien nach Schottland setzte sie sich 1911 in Dundee als Mitglied der militanten Women’s Social and Political Union (WSPU) für das Frauenwahlrecht ein. Im Dezember 1912 wurde sie im Gefängnis von Perth unter dem Namen „Marion Pollock“ inhaftiert, weil sie sich mit anderen in die Music Hall Aberdeen geschmuggelt hatte. Sie hatten vor, ein Treffen der Liberalen mit dem damaligen Schatzkanzler David Lloyd George zu stören.
In den Jahren 1913 und 1914 führte sie eine Vielzahl von Kampagnen durch, u. a. sprach sie sich bei einer öffentlichen Versammlung an der William Wallace Statue in Aberdeen gegen den sogenannten Cat and Mouse Act und die Zwangsernährung von Frauen aus, schrieb viele Briefe an die Presse und wurde regelmäßig von öffentlichen Versammlungen entfernt, weil sie störte, so auch in der Music Hall Aberdeen, wo sie den irischen Abgeordneten T. P. O’Connor stören wollte, aber nicht eingelassen wurde. Bei einer anderen Gelegenheit gelang es ihr, verkleidet mit Witwenkleidung und mit Brille, in eine von Ramsay MacDonald in der Gilfillan Memorial Hall abgehaltene Labour-Sitzung zu gelangen, wurde aber von acht „stämmigen Männern“ grob herausgezerrt; ein Zuschauer nannte den Vorgang „eines der stärksten Argumente für das Frauenwahlrecht, das ich je gesehen habe“.
Bei Kriegsausbruch 1914 meldete sie sich als Krankenschwester beim Voluntary Aid Detachment im Caird Hospital in Dundee. 1916 trat sie dem Women Police Service von Margaret Damer Dawson bei, arbeitete zunächst in einer Munitionsfabrik und diente dann in London als Constable, dann als Sergeant und erreichte 1918 den Rang eines Sub-Inspectors. Nach Kriegsende verließ sie die Organisation.
Nach dem Krieg engagierte sich Grant in der Politik und trat der Liberal Party bei. Bis 1922 verbrachte sie einen Großteil ihrer Zeit als öffentliche Rednerin für Politik und soziale Probleme. Für die Parlamentswahlen 1922 wurde sie dann als David Lloyd George unterstützende Kandidatin der Liberalen für den Wahlkreis Leeds South East aufgestellt. Ihr Gegenkandidat war der amtierende Labour-Abgeordnete James O’Grady, der den Sitz 1918 ohne Gegenkandidaten geholt hatte. Da es keinen Kandidaten anderer namhafter Parteien gab, erhielt sie eine hohe Stimmenzahl, gewann aber mit etwas über 40 % der Stimmen nicht.
Nachdem sich die Flügel der Liberalen von Lloyd George und H. H. Asquith wieder vereinigt hatten, trat sie zur Parlamentswahl 1923 als Kandidatin der Liberalen im Wahlkreis Pontefract an, wo der liberale Kandidat 1922 den dritten Platz belegt hatte. Sie erreicht mit gut 18 % Stimmen wieder den dritten Platz, den Sieg machten Labour und Konservative unter sich aus.
Bei den Parlamentswahlen 1924 trat sie nicht an. Im Juli 1928 wurde sie als Kandidatin der Liberalen für den Wahlkreis Salford West aufgestellt, erneut ein zwischen Labour und Konservativen umkämpfter Sitz, und wurde mit gut 15 % der Stimmen wieder Dritte.
In den 1930er Jahren wurde sie Christliche Wissenschaftlerin und arbeitete 20 Jahre lang als „Heilerin“. Während des Zweiten Weltkriegs war sie im Zivilschutz in London tätig. 1953 erlitt sie einen Schlaganfall. Sie starb im August 1957 in Tunbridge Wells.